# 憲政記念館
憲政記念館（けんせいきねんかん、英: Parliamentary Museum）は、東京都千代田区永田町一丁目にある日本の議会政治に関する展示施設。国会議事堂に隣接する国会前庭内に建つ。館は衆議院事務局の管轄である。

## 概説

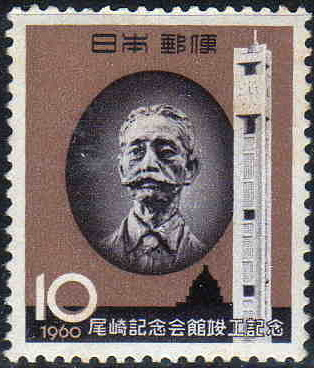
尾崎記念会館竣工記念切手（1960年）

前身は1960年に市民の浄財によって建てられた尾崎行雄（衆議院名誉議員）を記念する「尾崎記念会館」。1972年に衆議院に寄贈され、その際に施設の増築拡張が行われて「憲政記念館」と改称された。
資料展示をするほか、特別展、「政経懇話会」などの講演会、政治など諸分野のリーダー養成講座「咢堂塾」などが催されている。また、講堂や会議室は、政府の式典や、政党や政治家の会合や政治資金パーティーにも使われる。
江戸時代には、大老職を務めた井伊直弼（彦根藩）の上屋敷がここにあった。戦前は陸軍省、参謀本部、陸地測量部（国土地理院の前身）があった場所である。そのため敷地内に日本水準原点が残っている。
2003年には、『尾崎記念会館』としてDOCOMOMO JAPAN選定 日本におけるモダン・ムーブメントの建築に選ばれている。

## 所蔵資料の問題
元憲政記念館主幹の伊藤光一と元東大教授の伊藤隆によれば、憲政記念館は近代日本政治に関する多数の貴重資料（樺山資紀・鈴木隆夫・重光葵関係等々）を所蔵しているが、未整理・非公開のまま放置されているものが多い。また閲覧の制度がきちんと整備・運用されていないため、研究者の資料利用に大きな支障をきたしている。特別展等の準備に追われて整理する時間がなく、その間に職員も入れ替わって行くため、貴重資料を収集しておきながら杜撰な管理体制下にあると問題視されている。

## 建替計画
国立公文書館と一体の施設を建設する計画があり、令和3年度中に代替施設に移転されることが決まった。また、従来の建物はモダニズム建築としての評価もあるが、全て取壊し「一部部材の活用やイメージの踏襲等を検討」とした。
2022年（令和4年）3月30日、建て替えのため、同館での参観終了。2024年（令和6年）6月、近隣の国会参観バス駐車場（永田町1丁目8番1号）奥を仮設施設として参観再開。跡地は、国立公文書館の新館として、2028年（令和10年）に完成予定。

## 時計塔

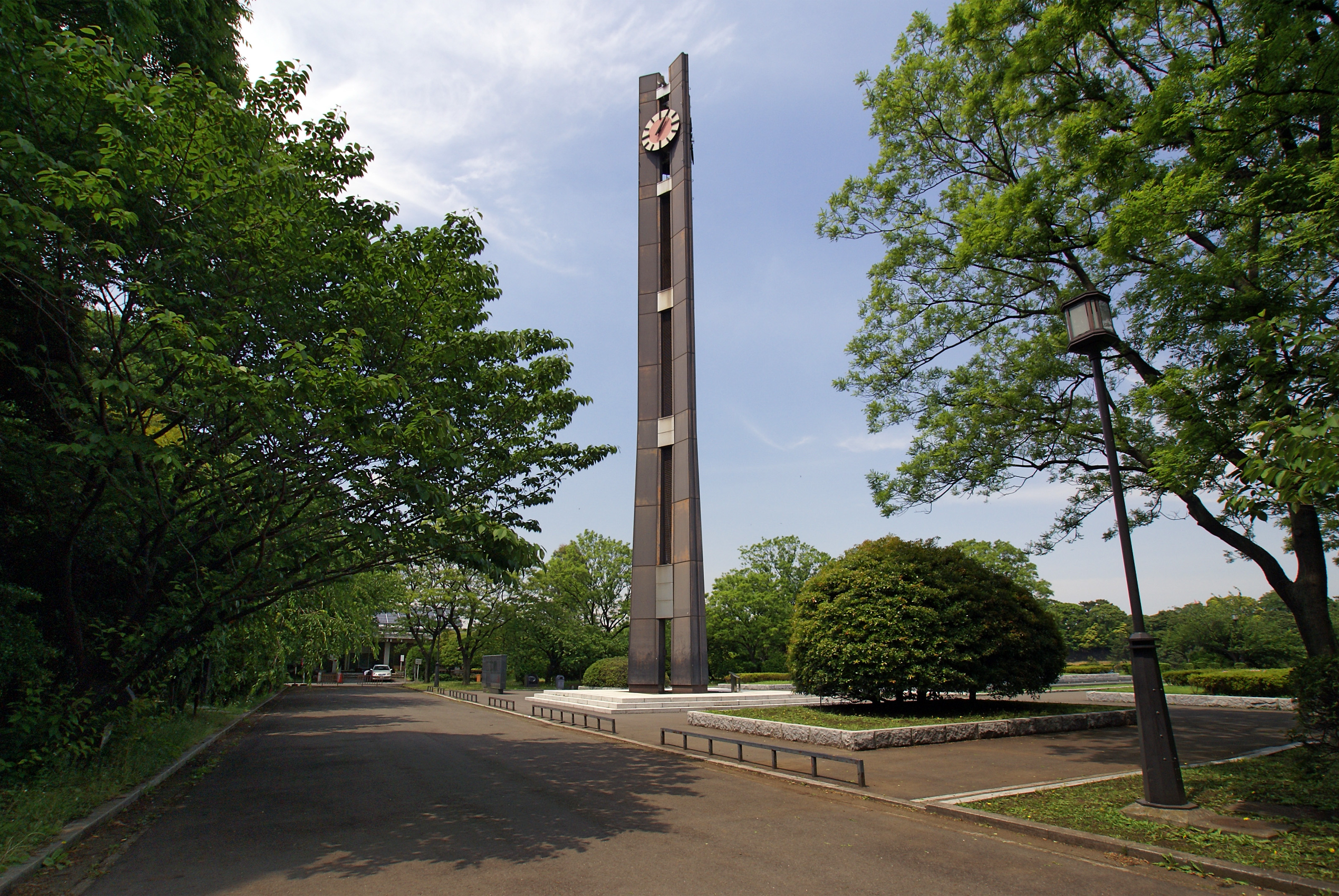
時計塔

尾崎記念会館（現・憲政記念館）建設時に、その施設の一環として、塔前面の噴水池・花壇とともに設計され、1960年7月に完成した。三面塔星型は権力分立を象徴したものである。
塔の高さは諺「百尺竿頭一歩を進む」（努力の上にさらに努力して向上する）から、百尺(30.3ｍ)よりも高くした31.5ｍに設定された。時計は時間を厳守した尾崎行雄を称えてスイスから贈られた物であったが、現在は国産の物に改修されている。
「椰子の実」のなどの作品で知られる作曲家・大中寅二によるチャイムは一日4回、10時・13時・17時・22時に鳴動する。これは、衆議院、参議院の本会議開会時刻と退庁、就寝時を標準にしたもので、その音響は静寂時には5キロメートル周囲に響き渡った。

## 交通アクセス
- 東京地下鉄 永田町駅から徒歩5分
- 東京地下鉄 国会議事堂前駅から徒歩7分